# Liljeborgiidae
Liljeborgiidae es una familia de crustaceos anfípodos marinos. Sus 114 especies se distribuyen por todo el mundo.

## Clasificación
Se reconocen dos géneros agrupados en dos subfamilias:
- Subfamilia Idunellinae d'Udekem d'Acoz, 2010
  - Idunella G.O. Sars, 1894
- Subfamilia Liljeborgiinae Stebbing, 1899
  - Liljeborgia Bate, 1862